# 魏传统
魏传统（1908年—1996年），男，四川通川人，中华人民共和国书法家、诗人，中国人民解放军将领、中国人民解放军开国少将。

## 生平
1926年加入中国共产主义青年团。1928年加入中国共产党。1933年参加中国工农红军。
曾任中国人民解放军总政治部秘书长兼宣传部副部长。1955年，授予中国人民解放军少将。